# Sperling und das Loch in der Wand
Sperling und das Loch in der Wand ist ein deutscher Fernsehfilm von Dominik Graf aus dem Jahr 1996. Es handelt sich um den Pilotfilm der ZDF-Kriminalfilmreihe Sperling mit Dieter Pfaff in der Titelrolle. Sperlings Team bilden Karsten Rohde, verkörpert von Benno Fürmann, Vera Kowalski (Petra Kleinert) und Norbert Wachutka (Hans-Joachim Grubel). Die Haupt-Gaststars dieser Folge sind Julia Jäger, Lutz Teschner, Ulrich Noethen, Gerd Lohmeyer und Andreas Hoppe.
Der Film entspringt einer Idee von Rolf Basedow und Dieter Pfaff.

## Handlung
Vorwort: „‚Schaut auf diese Stadt.‘ Erinnern Sie sich noch an die Worte? Ich schaue schon sehr lange auf diese Stadt, auch wenn ich hier nicht geboren bin. Aber ich habe fast mein ganzes Leben in Berlin verbracht. Und ehrlich gesagt, dies ist der Platz, von dem ich am liebsten auf Berlin schauen würde. Diese Ecke da ist nach meiner Größe zurechtgeschnitten. Aber ich habe schließlich auch einen Beruf. Ich liebe Berlin und ich sage ihnen, es hat sich verändert in den letzten Jahren. Und ich weiß, wovon ich rede, ich bin Polizist. Aber Sie finden mich nicht in den Gängen unserer Zentrale und Sie finden meinen Namen nicht an den Bürotüren der einzelnen Dezernate. Sie finden mich vielleicht auf den Straßen dieser Stadt und wenn Sie mich anrufen, dann klingelt mein Telefon dort, wohin sie uns abgeschoben haben die neuen Verwalter Berlins. Das ist unser kleiner Vorposten der Zivilisation gegen die Flut des Verbrechens, die angeblich auf Berlin zurollt. Hier sagen wir uns täglich, wenn wir es nicht schaffen, schafft’s  keiner. Mein Name ist Sperling.“
Kriminalhauptkommissar Hans Sperling, Ermittlungsgruppe Schwerkriminalität, und sein Kollege Karsten Rohde sind in Berlin unterwegs, als ihnen jemand mit dem Fahrrad vors Auto fährt, sich wieder hochrappelt und eilig davonfährt. Die Polizeibeamten nehmen die Verfolgung auf und können den Mann, es handelt sich um einen Bankräuber, zur Aufgabe überreden. Sperling versichert dem Unbekannten, wenn er jetzt aufgebe, könne er ihm helfen. Der erfahrene Kommissar hat sofort bemerkt, dass er hier keinen skrupellosen Bankräuber vor sich hat, sondern einen Menschen, der nicht weiter weiß.
Etwas später unterhält Sperling sich mit Wolfgang Krause, dem Bankräuber. Auch wenn seine Pistole nur eine Attrappe gewesen sei, sei das, was er getan habe, schwerer Raub. Seltsamerweise mauert Krause und will nichts über die Gründe seiner Tat sagen. Bei einer Wohnungsdurchsuchung lernt Sperling Krauses Frau und die kleine Tochter kennen. Sie erzählt, dass ihr Mann Glücksspieler sei und nicht vom Spiel loskomme. Am Morgen seien zwei Männer dagewesen, die von ihrem Mann Geld gefordert und ihn wohl auch bedroht hätten. Er sei danach ganz verändert gewesen. Sie erhofft sich Hilfe von Sperling, sie wisse nicht mehr weiter. Krause gibt dem Kommissar auch einen Hinweis auf einen gewissen Rocky, der ihn in die Sache hineingezogen habe und zeigt ihm den Ort, an dem ihr Mann gespielt habe. Bei Rocky handelt es sich allerdings um Luther einen Glücksspieler und ehemaligen Jockey. Dieser gibt zu, dass man Krause im Spiel hereingelegt und ihn dann auch noch einen hohen Wechsel habe unterzeichnen lassen. Mit dieser Masche legen die Mitarbeiter von Günther Ratzke, einem Besitzer von Spielclubs, der Sperling seit langem bekannt ist, immer wieder Glücksspieler herein, um dann so richtig abzukassieren. Sperling erwirkt einen Durchsuchungsbeschluss für den illegalen Spielclub „Laguna“. Zuvor wird der Club jedoch von ihm und seinen Mitarbeitern observiert. Karsten Rohde ist dazu ausersehen worden, genehmigte 800 DM im Club zu verspielen und dabei Erkundigungen einzuholen. Wider Erwarten gewinnt Rohde jedoch immer wieder.
Am nächsten Abend startet die akribisch durchgeplante Durchsuchung des Clubs Laguna mit einem Überraschungsangriff durch ein von außen in eine Wand geschlagenes Loch. Einzig Geldeintreiber Henri Focke gelingt die vorläufige Flucht. In einem Etablissement stößt Sperling auf Wolfgang Krauses Frau, die sich dort prostituiert. Sperling fällt es schwer zu verstehen, warum sie das tut und sich ihm nicht anvertraut. Der Kommissar versucht, Clubbesitzer Günther Ratzke dazu zu bringen, den Wechsel, den man Wolfgang Krause hat unterzeichnen lassen, zu zerreißen. Er spielt mit ihm Schere, Stein, Papier, verliert jedoch. Als dann auch noch die Nachricht kommt, dass Ratzke wieder auf freiem Fuß ist, da die Beweise gegen ihn nicht ausreichend seien, kommt Sperling auf den Gedanken, die 60.000 DM, die Rohde am Abend zuvor im Einsatz gewonnen hatte, als wieder verspielt zu deklarieren und den Betrag Frau Krause zu übergeben, die damit den von ihrem Mann unterschriebenen Schuldschein auslösen kann. Er bittet sie, zu vergessen, von wem sie das Geld habe, gibt ihr die Adresse eines guten und günstigen Anwalts und verweist darauf, dass es gut wäre, wenn ihr Mann nach seiner Haftstrafe eine Therapie machen würde.
Sperling: „Am Ende gibt es viele Fragen. Wird die junge Frau wirklich auf ihren Mann warten? Ja, ich denke ja. Hat sich der Aufwand trotz allem gelohnt? Oh ja, für mich, ja. Das ist meine Wahrheit, aber vielleicht ist nichts wirklich wahr, außer dem, was da draußen ist und was da draußen ist, verändert sich dauernd.“

## Produktion

### Produktionsnotizen, Dreharbeiten
Es handelt sich um eine Produktion der Polyphon Film- und Fernsehgesellschaft. Der Film wurde in Berlin und Umgebung gedreht.
Horizontale Erzählweise: Erwin, ein früherer Kollege von Sperling, erzählt einem anderen Beamten, dass dessen Frau Jutta vor drei Jahren vom Europacenter gesprungen sei, damals habe Sperling noch einen halben Zentner weniger gewogen. Immerhin sehe es so aus, als sei er inzwischen über diesen Schicksalsschlag hinweggekommen. Sperling deutet an, dass er immer schon Polizist werden wollte, durch seine viele Arbeit aber seine Frau, die sich umgebracht habe, und seine Tochter verloren habe, zu der er kaum noch Kontakt habe.
Pfaff betonte im Hinblick auf die von ihm gespielte Figur: „Es ist einer, der sehr viel erlebt hat, nicht zynisch ist und nicht resigniert hat, der noch eine Liebe und eine Hinwendung zu den Leuten besitzt.“ Die Idee, dass im ersten Film der Reihe kein Toter zu betrauern ist kam von Pfaff selbst, der es als ärgerlich empfand, dass, immer wenn Autoren nichts einfalle, einer sterben müsse oder ein Auto crashe. Er könne das nicht mehr sehen und denke, das gehe den meisten Zuschauern ebenso. Für ihn seien Krimis eher spannend, wenn sie etwas mit Genauigkeit, Klugheit und Intelligenz aber auch mit Witz zu tun hätten. Auf die Frage, was Sperling und Pfaff gemeinsam hätten, meinte der Schauspieler: „Ich denke, dass ich auch in natura eher eine positive Ausstrahlung habe, eine bestimmte Wärme besitze.“

### Veröffentlichung
Sperling und das Loch in der Wand wurde vom ZDF am 2. März 1996 zur Hauptsendezeit erstmals ausgestrahlt.
Diese Pilotfolge erschien zusammen mit allen weiteren 17 Folgen am 10. April 2015 auf DVD, herausgegeben von der Edel Germany GmbH. Außerdem wurde ab 2. Oktober 2006 von der Universum Film GmbH eine DVD-Box mit den ersten vier Filmen der Reihe aus den Jahren 1996/1997 veröffentlicht.

## Rezeption

### Kritik
Die Kritiker der Fernsehzeitschrift TV Spielfilm vergaben an den Film die bestmögliche Wertung, Daumen nach oben, für Humor und Anspruch gab es je einen von drei möglichen Punkten, für Spannung zwei. Sie konstatierten: „Ein Schwergewicht mit Fingerspitzengefühl“.
Rainer Tittelbach schrieb auf seiner Seite tittelbach.tv: Auch über 20 Jahre nach seiner TV-Premiere ist diese erste Grimme-Preis-gekrönte ‚Sperling‘-Episode ein dramaturgisch wie thematisch außergewöhnlicher Krimi und auch filmästhetisch ein Leckerbissen. Ein Film aus dem neuen Berlin, ein Film über die Verheißungen der Nacht und die Einsamkeit des Tages. Bestechend alltagsnah & Milieu-genau erzählt, konzentriert inszeniert und mit einem geradezu sensationellen Score. Nur ein einziges Mal im ZDF-Hauptprogramm wiederholt (im Jahr 2000), dafür jahrelang ans Pay-TV verscherbelt! Der Kritiker zeichnete den Film mit der höchsten Wertung von sechs Sternen aus. „Der Grimme-Preis-gekrönte Auftakt“ der Reihe sei „alltagsnah erzählt, konzentriert inszeniert“ und besteche „durch seine Milieu-Genauigkeit“. „Sensationell gut“ sei „der Score, der immer wieder das trächtige, dynamische ‚Sperling‘-Thema vom legendären ‚Ich-schaue-auf-diese-Stadt‘-Intro“ variiere. „Sperling“ sei „kein TV-Gutmensch, sondern eine liebenswerte, aber eben auch komplexe Persönlichkeit. Seine Sentimentalität und die Schönheit von Julia Jäger, deren Figur von Autor Basedow als Gegenbild zum Schmutz der Straße entwickelt“ worden sei, „strahlen auch heute noch und erwärmen die in kühles Blau getauchte Hauptstadt“.
Bei Spiegel Online hieß es, Hauptkommissar Sperling (Dieter Pfaff) sei so jemand, der sich im „Berliner Sumpf“ bewege und „voller Melancholie“ mit den „Drahtziehern des illegalen Glücksspiels“ herumschlage, „ein Sisyphos“, der wisse, dass es „keine endgültige Sauberkeit“ gebe und „Gerechtigkeit darin“ bestehe, „die Ungerechtigkeit ein wenig zu mildern“. Unter der Regie von Dominik Graf und dem Drehbuch von Rolf Basedow entfalte sich „ein tiefschwarz funkelndes und zugleich glaubhaftes Kammerspiel, das glänzend fotografiert“ sei.
In der Die Tageszeitung befand Stefan Kuzmany, ‚Das Loch in der Wand‘ sei „kein spektakulärer Fall. Wichtiger und witziger als die Lösung des Verbrechens“ seien „hier die Nebensachen, die Beziehungen der Figuren und ihre Probleme“. Weiter hieß es: „Überall menschelt es: in Sperlings Stammkneipe, wo er immer an einem für seinen Bauch zugeschnittenen Tisch zu Mittag ißt; auf der Dienststelle, wo Sperling die junge Kollegin Vera Kowalski (Petra Kleinert) beim Verkehr im Büro erwischt und natürlich nicht verpfeift; am Alexanderplatz, wo er einen Taschendieb ertappt – und natürlich nach Rückgabe der Beute wieder laufenläßt.“ Abschließend schrieb Kuzmany: „So verdammt sympathische Polizisten laufen da in Berlin herum, man könnte glauben, der Innensenator habe das ZDF bestochen.“

### Auszeichnungen
- Adolf-Grimme-Preis 1997[9]
  - Ausgezeichnete für diese Folge
  - Dominik Graf (Regie)
  - Benedict Neuenfels (Kamera)